# Carcelia caudatella
Carcelia caudatella là một loài ruồi trong họ Tachinidae.